# Reingers
Reingers ist eine Gemeinde mit 606 Einwohnern (Stand 1. Jänner 2025) im Bezirk Gmünd in Niederösterreich.

## Geografie

### Geografische Lage

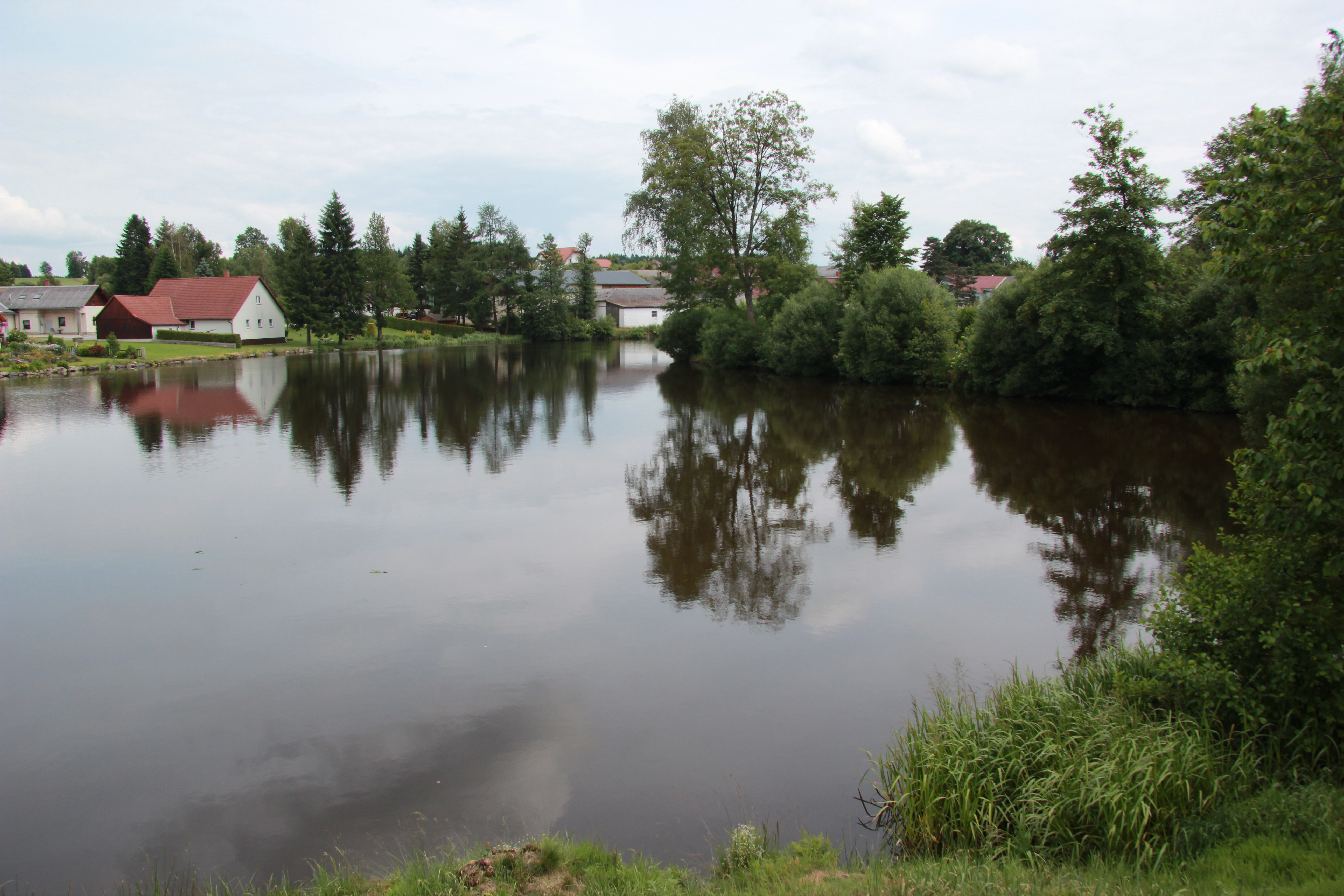
Teich in Reingers

Reingers liegt im Waldviertel in Niederösterreich. Die Fläche der Gemeinde umfasst 24,92 Quadratkilometer. 43,16 Prozent der Fläche sind bewaldet.
Die Europäische Hauptwasserscheide verläuft durch Reingers. Ein Teil der Bäche entwässert nach Westen über Heidenreichstein – Braunaubach weiter letztlich in die Elbe und zur Nordsee. Der andere Teil entwässert nach Osten in die Thaya und damit über die March und Donau in das Schwarze Meer.

### Gemeindegliederung
Das Gemeindegebiet umfasst folgende fünf Ortschaften (in Klammern Einwohnerzahl Stand 1. Jänner 2025):
- Grametten (48)
- Hirschenschlag (111) samt Kleinhirschenschlag und Kotlacke
- Illmanns (63) samt Neududlau
- Leopoldsdorf (197) samt Parten und Saghäuser
- Reingers (187) samt Hammerhäuser und Kalkberghäuser

Die Gemeinde besteht aus den Katastralgemeinden Grametten, Hirschenschlag, Illmanns, Leopoldsdorf und Reingers.

### Nachbargemeinden
| Haugschlag | Nová Bystřice (CZ)                          |                                  |
| Litschau   | Kompassrose, die auf Nachbargemeinden zeigt | Staré Město pod Landštejnem (CZ) |
|            | Eisgarn                                     | Eggern                           |

## Geschichte
Reingers mit seinem Adelssitz bildete ursprünglich ein eigenes (Ritter-)Gut. 1590/91 zählte der Ort 16 untertänige Häuser; die Ortsobrigkeit lag bei Hans Caspar Hauser bzw. Melchior von Hubereckh zu Reitzenschlag. Ab dem späten 17. Jahrhundert zählte Reingers zur Herrschaft Litschau. 1751 zählte der Ort 20 untertänige Häuser.
Im 16. Jahrhundert ist zum ersten Mal von einer Glashütte im Gebiet von Reingers die Rede. In der zweiten Hälfte des 17. Jahrhunderts findet sich wieder eine Glashütte in Reingers angesiedelt, welche offenbar bis 1680/90 in Betrieb war.
Im Ort befand sich bis ins 18. Jahrhundert hinein ein Schloss, welches aus einem mittelalterlichen Rittergut hervorgegangen war. Dieses erschien in Georg Matthäus Vischers „Topographia archiducatus Austriae Inferioris modernae“ von 1672 in Kupfer gestochen. Zum Schloss in Reingers, einem zwei- bzw. dreigeschoßigen Bau mit zwei Türmen, gehörten auch ein Meierhof, ein Teich, eine Brücke mit einer Wagenmaut, ein Wirtshaus und eine Mühle. Im Verlauf des 18. Jahrhunderts verfiel das Schloss und war im Jahr 1787 eine Ruine, die schließlich abgetragen wurde. Der herrschaftliche Meierhof wurde zwischen 1787 und 1790 aufgelöst und in zwölf neue Bauernlehen umgewandelt; Wirtshaus und Mühle wurden verkauft.
In Reingers befand sich spätestens seit den frühen 1660er-Jahren ein den Grundherren gehörendes Wirtshaus. Der dortige hoffwierth wird in einer Verlassenschaftsabhandlung aus dem Jahr 1662 erwähnt. In den 1720er- und 1730er-Jahren war das Hofwirtshaus an Paul Felser verpachtet.
Im 17. und 18. Jahrhundert gab es in Reingers eine Untertanenmühle. Ab 1690 ist in den Urbaren der Herrschaft Litschau eine Hammerschmiede ebendort belegt. In einer Verlassenschaftsabhandlung aus dem Jahr 1722 wird eine (nicht näher definierte) Mühle mit einem Schätzwert von 250 Gulden genannt. In der Rustikalfassion von 1751 wird eine zweigängige Mühle mit einer Säge per 300 Gulden erwähnt.
Im Zuge der NÖ. Kommunalstrukturverbesserung wurden zum Jahresbeginn 1971 die Gemeinden Hirschenschlag, Illmanns und Leopoldsdorf eingegliedert.

### Einwohnerentwicklung
Die Einwohnerzahl der Gemeinde Reingers sinkt wegen vorwiegend negativer Geburtenbilanz und negativer Wanderungsbilanz.
| Reingers: Einwohnerzahlen von 1869 bis 2025         | Reingers: Einwohnerzahlen von 1869 bis 2025 | Reingers: Einwohnerzahlen von 1869 bis 2025 | Reingers: Einwohnerzahlen von 1869 bis 2025 | Reingers: Einwohnerzahlen von 1869 bis 2025 |
| --------------------------------------------------- | ------------------------------------------- | ------------------------------------------- | ------------------------------------------- | ------------------------------------------- |
| Jahr                                                |                                             |                                             |                                             | Einwohner                                   |
| 1869                                                | 1869                                        |                                             | 1.530                                       | 1.530                                       |
| 1880                                                | 1880                                        |                                             | 1.676                                       | 1.676                                       |
| 1890                                                | 1890                                        |                                             | 1.493                                       | 1.493                                       |
| 1900                                                | 1900                                        |                                             | 1.477                                       | 1.477                                       |
| 1910                                                | 1910                                        |                                             | 1.434                                       | 1.434                                       |
| 1923                                                | 1923                                        |                                             | 1.235                                       | 1.235                                       |
| 1934                                                | 1934                                        |                                             | 1.120                                       | 1.120                                       |
| 1939                                                | 1939                                        |                                             | 1.074                                       | 1.074                                       |
| 1951                                                | 1951                                        |                                             | 1.116                                       | 1.116                                       |
| 1961                                                | 1961                                        |                                             | 956                                         | 956                                         |
| 1971                                                | 1971                                        |                                             | 917                                         | 917                                         |
| 1981                                                | 1981                                        |                                             | 809                                         | 809                                         |
| 1991                                                | 1991                                        |                                             | 729                                         | 729                                         |
| 2001                                                | 2001                                        |                                             | 719                                         | 719                                         |
| 2011                                                | 2011                                        |                                             | 688                                         | 688                                         |
| 2021                                                | 2021                                        |                                             | 626                                         | 626                                         |
| 2025                                                | 2025                                        |                                             | 606                                         | 606                                         |
| Quelle(n): Statistik Austria, Gebietsstand 1.1.2021 |                                             |                                             |                                             |                                             |

## Kultur und Sehenswürdigkeiten

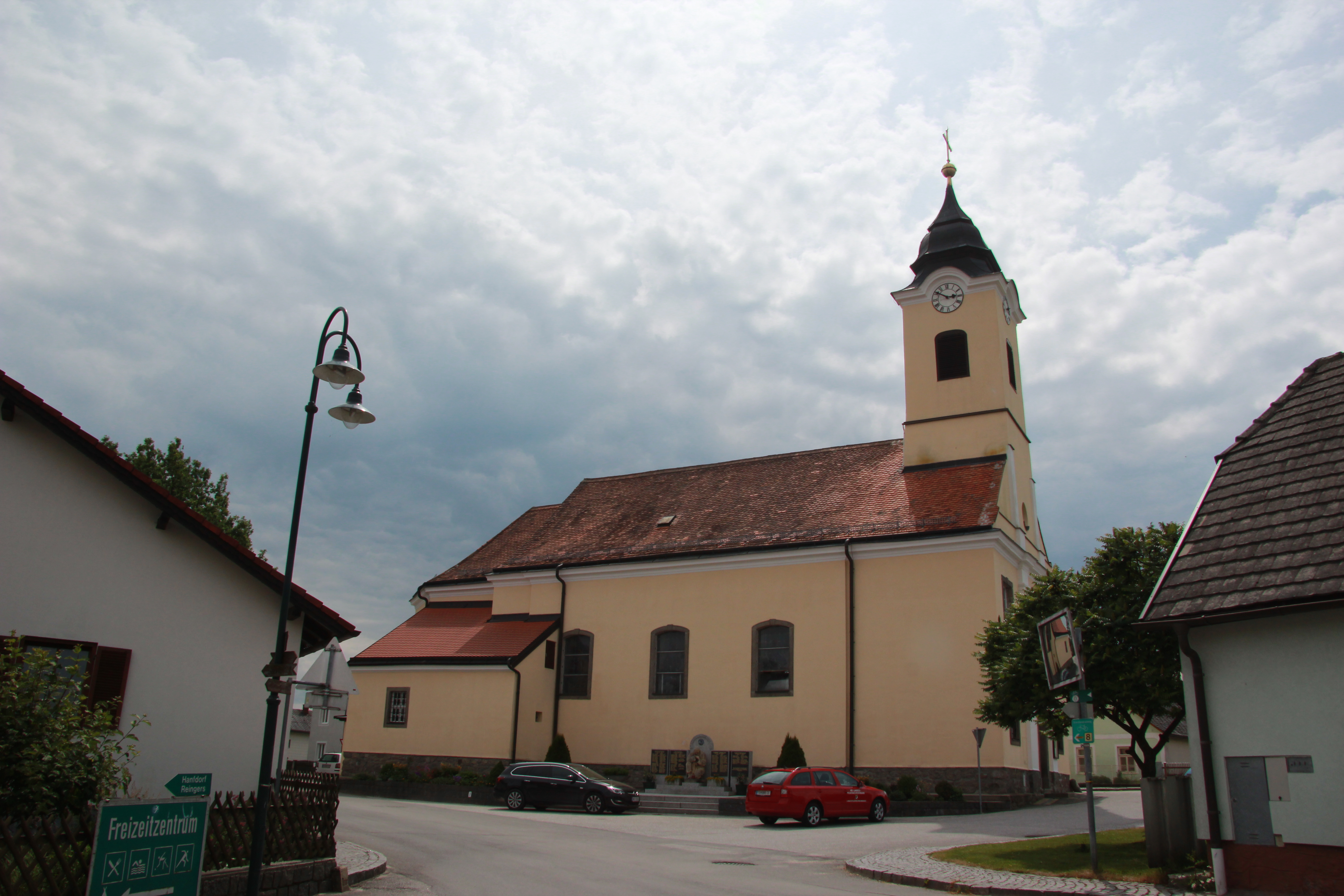
Pfarrkirche Reingers

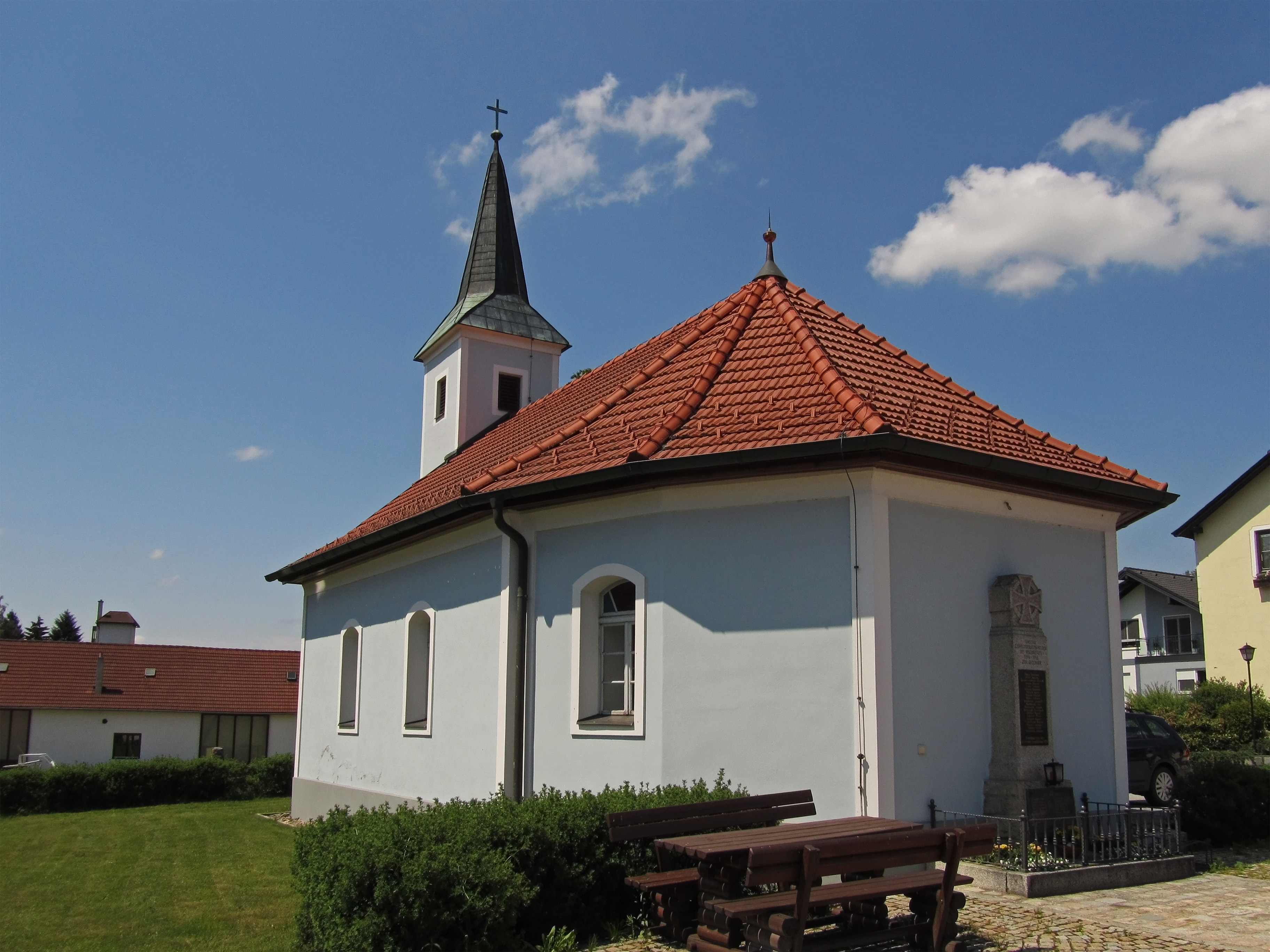
Ortskapelle Leopoldsdorf

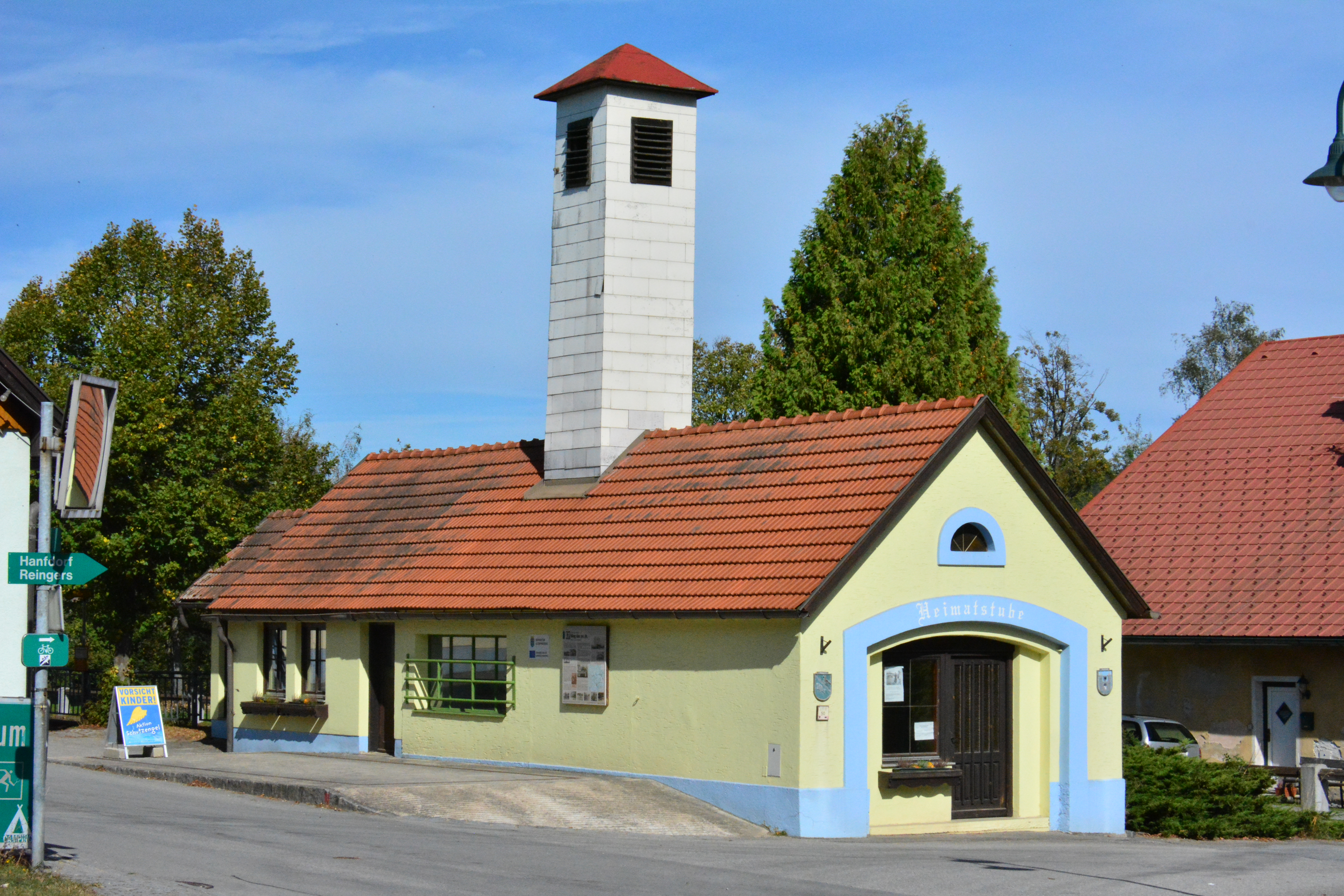
Heimatstube als Museum der Heimatvertriebenen im alten Feuerwehrhaus

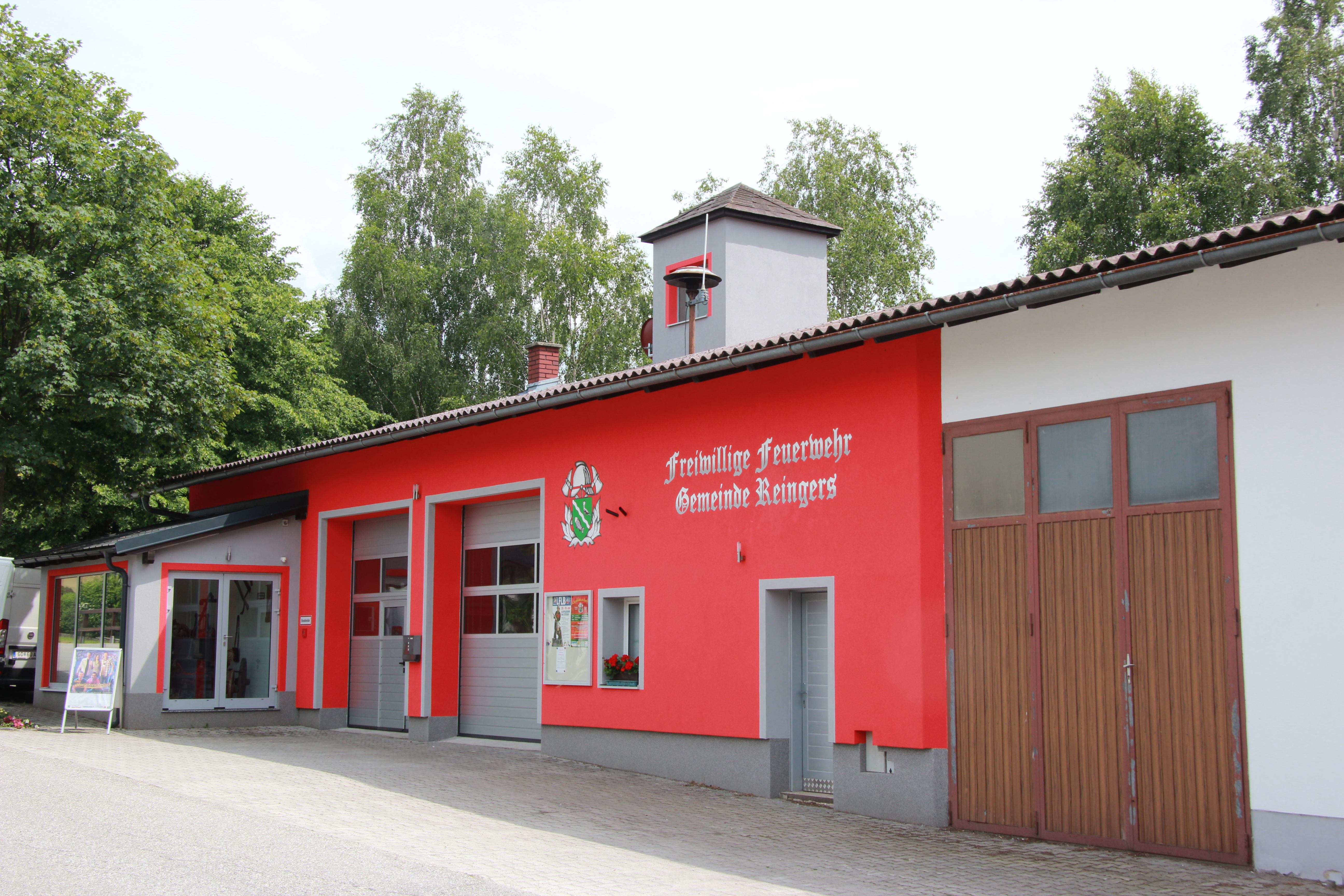
Feuerwehrhaus in Reingers

- Katholische Pfarrkirche Reingers Hll. Dreifaltigkeit: Die Kirche wurde ab 1784 erbaut.
- Katholische Ortskapelle Leopoldsdorf Mariahilf
- Katholische Ortskapellen in Hirschenschlag, Grametten und Illmanns

## Wirtschaft und Infrastruktur

### Ansässige Unternehmen
In der Gemeinde gibt es 62 land- und forstwirtschaftliche Betriebe, davon 27 Haupterwerbsbetriebe (Stand 2010). Im sekundären Wirtschaftssektor beschäftigen acht Betriebe zwölf Arbeitnehmer, vorwiegend im Bau. Der Dienstleistungssektor beschäftigt in 28 Betrieben 67 Personen, zum Großteil im Handel und in den sozialen und öffentlichen Diensten (Stand 2011).

### Verkehr
- Grenze: In Grametten besteht ein Grenzübergang nach Nová Bystřice in Tschechien.

### Bildung
In Reingers gibt es einen Kindergarten und eine Volksschule.

## Politik

### Gemeinderat
Der Gemeinderat hat 15 Mitglieder.
- Nach den Gemeinderatswahlen in Niederösterreich 1990 hatte der Gemeinderat folgende Verteilung: 13 ÖVP und 2 SPÖ.
- Nach den Gemeinderatswahlen in Niederösterreich 1995 hatte der Gemeinderat folgende Verteilung: 13 ÖVP und 2 SPÖ.[15]
- Nach den Gemeinderatswahlen in Niederösterreich 2000 hatte der Gemeinderat folgende Verteilung: 12 ÖVP und 3 SPÖ.[16]
- Nach den Gemeinderatswahlen in Niederösterreich 2005 hatte der Gemeinderat folgende Verteilung: 12 ÖVP und 3 SPÖ.[17]
- Nach den Gemeinderatswahlen in Niederösterreich 2010 hatte der Gemeinderat folgende Verteilung: 12 ÖVP und 3 SPÖ.[18]
- Nach den Gemeinderatswahlen in Niederösterreich 2015 hatte der Gemeinderat folgende Verteilung: 13 ÖVP und 2 SPÖ.[19]
- Nach den Gemeinderatswahlen in Niederösterreich 2020 hatte der Gemeinderat folgende Verteilung: 15 ÖVP.[20]
- Nach den Gemeinderatswahlen in Niederösterreich 2025 hat der Gemeinderat folgende Verteilung: 13 ÖVP und 2 SPÖ.[21]

### Bürgermeister
- bis 2005 Erich Frasl (ÖVP)
- 2005–2015 Christian Schlosser (ÖVP)
- seit 2015 Andreas Kozar (ÖVP)

### Wappen
1988 wurde der Gemeinde folgendes Wappen verliehen: in einem durch einen silbernen Wellenbalken schrägrechts geteilten grünen Schild oben ein silberner Wiedehopf, unten ein nach rechts oben schwimmender silberner Fisch.